# カロリーなんて/きもち/手をつないで
「カロリーなんて/きもち/手をつないで」は、LinQの2枚目のシングル。

## 概要
「カロリーなんて」は中高生のダイエットをテーマにした曲である。もともとは公演の中の一曲として「朝起きてから寝るまで」というコンセプトで製作された曲であった。シングル化は他の曲が予定されていたものの、メンバーが楽しそうに踊っているのを見てこの曲を採用したという経緯がある。
11月16日付のウィークリーチャートでは22位を記録した。

## 収録曲
1. カロリーなんて
  - 作詞：H(eichi)／作曲・編曲：SHiNTA
2. きもち
  - 作詞・作曲：H(eichi)／編曲：SHiNTA
3. 手をつないで
  - 作詞：H(eichi)／作曲・編曲：SHiNTA
  - KBCラジオ・チャリティー・ミュージックソンテーマソング